# Cryptoblepharus voeltzkowi
Cryptoblepharus voeltzkowi (змієокий сцинк Фельцкова) — вид сцинкоподібних ящірок родини сцинкових (Scincidae). Ендемік Мадагаскару. Вид названий на честь німецького зоолога Альфреда Фельцкова.

## Поширення і екологія
Змієокі сцинки Фельцкова відомі з двох міцсевостей, розташованих на півдні острова Мадагаскар. Вони живуть серед прибережних скель. Живляться комахами, ракоподібними і рибою, яких шукають в припливній зоні.